# Gloria Stuart
Gloria Frances Stuart (nascuda Gloria Stewart; Santa Monica, 4 de juliol de 1910 - Los Angeles, 26 de setembre de 2010) va ser una actriu, artista visual i activista estatunidenca. Era coneguda pels seus papers a les pel·lícules Pre-Code, i va obtenir una fama renovada al final de la seva vida per la seva interpretació de Rose Dawson Calvert al romanç èpic de James Cameron Titanic (1997), una de les pel·lícules més taquillera de tots els temps. La seva actuació a la pel·lícula li va valer un premi del Sindicat d'Actors de Cinema i la seva nominació a l'Oscar a la millor actriu secundària i al Globus d'Or a la millor actriu secundària.
Stuart va començar a actuar mentre estava a l'escola secundària. Després d'assistir a la Universitat de Califòrnia, Berkeley, es va embarcar en una carrera al teatre, actuant en produccions locals i d'estiu a Los Angeles i Nova York. Va signar un contracte cinematogràfic amb Universal Pictures el 1932 i va actuar en nombroses pel·lícules per a l'estudi, incloses les pel·lícules de terror The Old Dark House (1932) i The Invisible Man (1933), seguides de papers als musicals de Shirley Temple Poor Little Rich Girl (1936) i Rebecca of Sunnybrook Farm (1938). També va interpretar la reina Anna a la comèdia musical The Three Mosketeers (1939).
A partir de 1940, Stuart va frenar la seva carrera cinematogràfica, passant a actuar al teatre regional de Nova Anglaterra. El 1945, després d'haver estat contractada per Twentieth Century Fox, Stuart va abandonar la seva carrera d'actriu i es va passar a una carrera com a artista, treballant com a impressora de gravats i fent pintures, serigrafia, llibres en miniatura, bonsai i decoupage per a les següents tres dècades. Va produir nombroses peces durant aquest període, moltes de les quals formen part de col·leccions del Museu d'Art del Comtat de Los Angeles i el Metropolian Museum of Art.
Stuart va tornar gradualment a actuar a finals de la dècada de 1970, apareixent en diverses parts, com ara El meu any preferit (1982) i Wildcats (1986) de Richard Benjamin. Va fer un retorn destacat al cinema convencional als 86 anys quan va ser elegida com a Rose Dawson Calvert, de 100 anys, a Titanic (1997), que li va valer nombrosos reconeixements i una renovada atenció. La seva darrera actuació cinematogràfica va ser a Land of Plenty (2004) de Wim Wenders.
A més de la seva carrera artística i d'actuació, Stuart va ser una activista mediambiental i política de tota la vida, que va ser membre cofundador del Sindicat d'Actors de Cinema i de la Hollywood Anti-Nazi League.

## Biografia

### 1910–1929: Primers anys
Stuart va néixer Gloria Stewart a les 11:00 el 4 de juliol de 1910 a la taula de la cuina de la família a Santa Mònica, Califòrnia, primera filla d'Alice (de soltera Deidrick) i Frank Stewart. Per part de mare, Stuart era una californiana de tercera generació; l'àvia materna de Stuart, Alice Vaughan, va néixer el 1854 a Angels Camp, país d'or, dos anys després que la mare d'ella, Berilla (la besàvia de Stuart), es traslladés a Califòrnia des de Missouri en un vagó cobert. El pare de Stuart, natural de The Dalles, Oregon, era d'ascendència escocesa i va estudiar dret a San Francisco. En el moment del seu naixement, era advocat que representava a The Six Companies. Stuart tenia un germà petit, Frank Jr., nascut onze mesos després. Un altre germà petit Thomas (nascut dos anys després de Frank Jr.) va morir a causa d'una meningitis espinal als tres anys.
Quan era nen, Stuart va assistir a una Església de Crist amb la seva mare i, posteriorment, va assistir a una escola catòlica. El seu pare, originàriament presbiterià, es va convertir a la ciència cristiana durant la seva infància. Quan Stuart tenia nou anys, el seu pare va morir com a conseqüència d'una infecció per una lesió patida quan un automòbil li va topar amb la cama. També va ser expulsada de l'escola primària després de donar una puntada de peu a la seva professora ("per ser sincera, s'ho mereixia", va recordar). Amb dificultats per mantenir dos nens petits, la seva mare aviat va acceptar la proposta de matrimoni de l'empresari local Fred J. Finch.
Stuart va assistir a la seva escola amb el nom de Gloria Fae Finch. Els seus pares no li havien donat un segon nom i així en va adoptar un, Frances, el femení de Frank, el nom del seu pare.

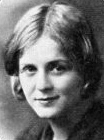
Stuart al batxillerat, 1927

Stuart va assistir a l'escola secundària de Santa Monica, on va ser activa en el teatre i va interpretar el paper principal a la seva obra de classe superior, The Swan (El cigne). Li agradava tant escriure com actuar i va passar els seus dos últims estius a l'escola secundària fent classes d'escriptura de contes i poesia  i treballant com a aprenenta de reportera al Santa Monica Outlook.
Quan era adolescent, va tenir una relació tumultuosa amb el seu padrastre i va intentar anar a la universitat per sortir de casa. Després de l'escola secundària, Stuart es va matricular a la Universitat de Califòrnia a Berkeley, especialitzant-se en filosofia i dramatúrgia. A la universitat, va aparèixer en obres de teatre, va treballar al Daily Californian, va col·laborar a la revista literària del campus, Occident, i es va fer passar com a model d'artista. Va ser a Berkeley on va començar a signar amb el seu nom Gloria Stuart.
Mentre era estudiant a la UC Berkeley, Stuart volia unir-se a la Young Communist League. Ella va escriure: "Em van dir que era per als pobres i els oprimits. Això em va atreure. Però l'afiliació no estava oberta a ningú menor de divuit anys, així que no em vaig poder unir". A Carmel, ella assenyala que la seva amistat amb el maldestre Lincoln Steffens li va donar "... una visió molt més profunda dels abusos dels treballadors i els treballadors de coll blau i em va preparar per treballar per causes liberals quan vaig arribar a Hollywood uns quants anys després."
Al final del seu primer any, el juny de 1930, Stuart es va casar amb Blair Gordon Newell, un jove escultor que va ser aprenent amb Ralph Stackpole a la façana de l'edifici de la Borsa de Valors de San Francisco. Els Newell es van traslladar a Carmel-by-the-Sea on hi havia una comunitat estimulant d'artistes com Ansel Adams, Edward Weston, Robinson Jeffers i Lincoln Steffens i la seva dona Ella Winter. A Carmel-by-the-Sea, Stuart va actuar en produccions al Theatre of the Golden Bough i va treballar com a membre del personal del diari The Carmelite. Mentrestant feia davantals cosits a mà, coixins de retalls i llençols de te, i creava rams de flors seques per a una botiga de te, en la qual també treballava com a cambrera. Newell col·locava maons, tallava i apilava fusta, ensenyava escultura i treball de la fusta i gestionava un camp de minigolf. Vivien en una barraca al mig d'un pati de bosc com a vigilants nocturns. Stuart reflexionaria més tard sobre aquest període de la seva vida com a "meravellosament bohèmia".

### 1930–1934: Teatre i primeres pel·lícules
L'actuació de Stuart al teatre de Carmel va cridar l'atenció del teatre privat de Gilmor Brown, The Playbox, a Pasadena. Va ser convidada allà per aparèixer com a Masha a The Seagull (La gavina) d'Anton Txékhov. La nit d'obertura, els directors de càsting de Paramount i Universal eren entre el públic. Tots dos van anar entre bastidors per organitzar una prova de pantalla, els dos estudis la van reclamar. Finalment, els estudis van llançar una moneda i Universal va guanyar el sorteig. Stuart es considerava una actriu seriosa al teatre, però ella i Newell "estaven trencats, vivint de boca a boca", així que va decidir signar el contracte amb Universal, que pagava una mica més que Paramount. 
Segons Stuart, va començar la seva carrera cinematogràfica interpretant una ingènua enfrontant-se a l'amant del seu pare a la pel·lícula de Warner Bros. Street of Women, una pel·lícula de dones caigudes precodi per a la qual va ser cedida per Universal. La segona pel·lícula d'Stuart, que torna a interpretar una ingènua, va ser a la pel·lícula d'herois del futbol, The All-American.

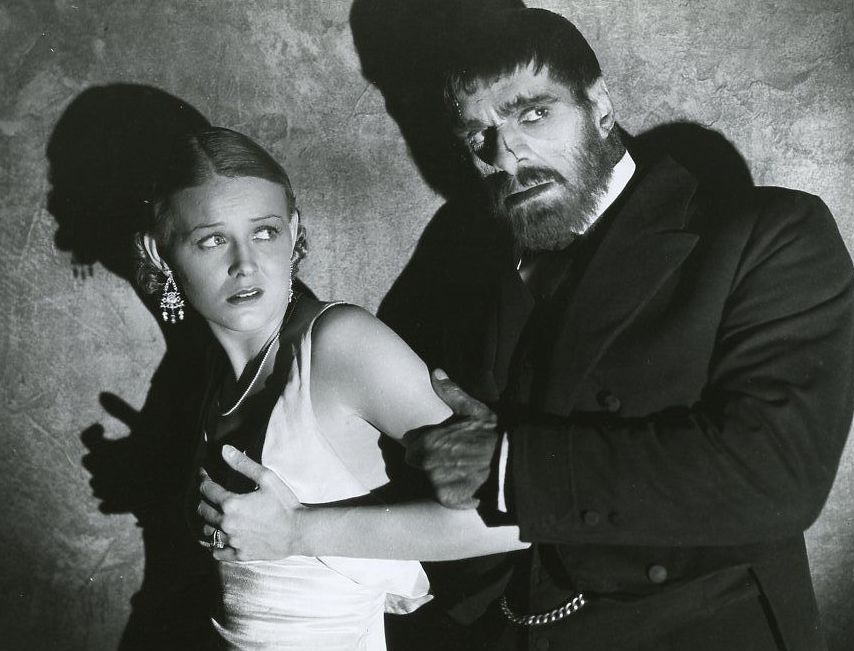
Stuart i Boris Karloff a The Old Dark House (1932)

A principis de desembre de 1932, l'Associació Occidental d'Anunciants de Cinema va anunciar que Gloria Stuart era una de les quinze noves actrius de cinema "Most Likely to Succeed": era una WAMPAS Baby Star. Ginger Rogers, Mary Carlisle, Eleanor Holm eren entre les altres. La carrera d'Stuart va avançar quan el director anglès James Whale la va triar per a la seva pel·lícula The Old Dark House (1932), interpretant el paper glamurós d'una dona sentimental que acaba encallada entre desconeguts en una mansió esgarrifosa, entre el repartiment del conjunt (Boris Karloff, Melvyn Douglas, Charles Laughton, Lilian Bond, Ernest Thesiger, Eva Moore i Raymond Massey). La pel·lícula va ser elogiada per la crítica, i The New York Times va qualificar l'actuació de Stuart d'"intel·ligent i encantadora", i la pel·lícula es va convertir més tard en un clàssic de culte. L'experiència de Stuart filmant The Old Dark House també es va convertir en una part integral de la formació del Screen Actors Guild el 1933:
Un cop finalitzada la filmació, Stuart va començar a buscar els seguidors; es va convertir en una de les primeres membres fundadores del sindicat. El juny de 1936, va ajudar a Paul Muni, Franchot Tone, Ernst Lubitsch i Oscar Hammerstein II a formar la Lliga Antinazi de Hollywood. Aquell mateix any ella i l'escriptora Dorothy Parker van ajudar a crear la Lliga de Suport als Orfes de la Guerra Civil Espanyola.

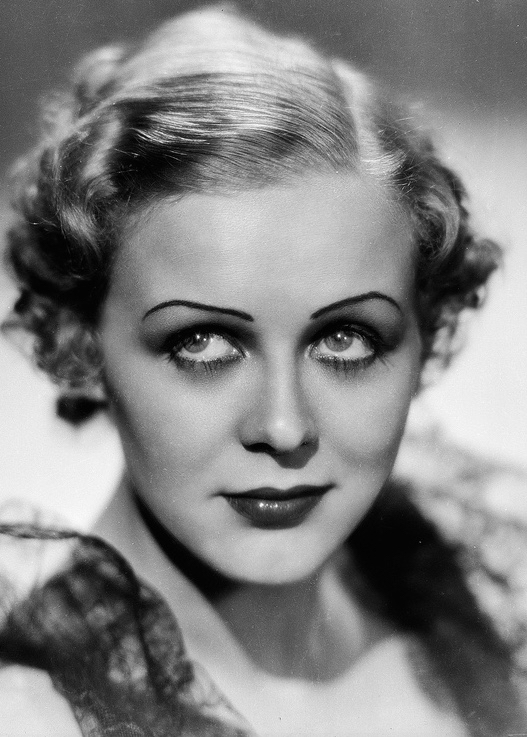
Stuart el 1933

Stuart va rebre el seu primer paper coprotagonista pel director John Ford a la seva següent pel·lícula, Correu aeri, al costat de Pat O'Brien i Ralph Bellamy. Sobre la seva actuació a la pel·lícula, Mordaunt Hall de The New York Times va escriure: "Gloria Stuart, que ho fa tan bé a The Old Dark House, una pel·lícula que ara es troba al Rialto, aprofita al màxim el paper de la noia...". Que dues pel·lícules de Gloria Stuart estiguessin als cinemes simultàniament es va convertir en la regla més que en l'excepció als inicis de la seva carrera. El 1932, el seu primer any, Stuart va estrenar quatre pel·lícules, després nou el 1933, sis el 1934. El 1935, Stuart tenia un nadó, de manera que només es van estrenar quatre pel·lícules. El 1936 van seguir sis pel·lícules. Després d'Air Mail, els avisos de Mordaunt Hall per a Gloria Stuart es van reduir a unes poques paraules. Laughter in Hell: "Gloria Stuart apareix com a Lorraine..."; Sweepings: "... interpretat per la simpàtica Gloria Stuart ..."; Private Jones: "Gloria Stuart és encantadora..."
James Whale va tornar a trucar a Stuart per només una escena a The Kiss Before the Mirror, però el crític Hall va escriure: "Hi ha qui pot pensar que és una llàstima presentar com una de les intèrprets a la delicada Gloria Stuart i fer-la matar en el primer episodi de la narració, potser sí, però es necessitava una noia bonica per al paper i el Sr. Whale, òbviament, no volia debilitar la seva producció amb una actriu incompetent o poc atractiva per a aquest paper menor".
Després de bons anuncis a The Girl l'any 419, (Mordaunt Hall esmenta "... l'actuació agradable de l'atractiu Gloria Stuart), i Secret of the Blue Room ("La senyoreta Stuart fa una actuació agradable."), James Whale va repartir Stuart al costat de Claude Rains a L'home invisible (1933), Rains va ser una importació celebrada de l'escenari londinenc, i aquesta va ser la seva primera pel·lícula de Hollywood. La crítica de Mordaunt Hall sobre l'obra de Stuart va ser temperada, "Miss Stuart també ho fa bé pel seu paper." Després d'haver aparegut en diverses de les pel·lícules de Whale, Stuart es va fer amiga d'ell i de la seva parella, el productor David Lewis.
El marit de Stuart, Gordon Newell, no estava content amb la vida de Hollywood. Ell i Stuart es van separar de manera amistosa i es van divorciar. El 1933 (al plató de la seva pel·lícula Roman Scandals, una comèdia protagonitzada per Eddie Cantor), Stuart va conèixer Arthur Sheekman, un dels escriptors de la pel·lícula. Es van "atreure a l'instant tots dos". Stuart i Sheekman es van casar l'agost de 1934.

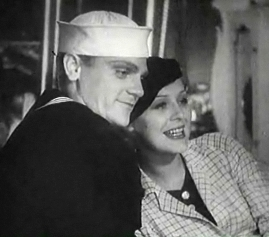
Stuart amb James Cagney a Here Comes the Navy (1934)

El 1934, Universal va cedir Stuart a la Warner Brothers per Here Comes the Navy. Stuart va protagonitzar amb James Cagney i Pat O'Brien, la primera de les nou pel·lícules amb aquest equip masculí. Frank S. Nugent va escriure a The New York Times, "donant suport al Sr. Cagney i fent treballs molt mereixedors, també estan Pat O'Brien, Gloria Stuart..."

### 1935–1939: 20th Century Fox
El 1935, Stuart va ser escollida com l'interès amorós de Dick Powell a Gold Diggers of 1935 de Busby Berkeley. Era un musical. Stuart no ballava ni cantava perquè estava embarassada, i el crític de The New York Times va comentar: "Tampoc Gloria Stuart no té res de gran importància per contribuir en la posició habitualment ocupada per Ruby Keeler".
La filla d'Stuart, Sylvia  – anomenada així per la princesa Sylvia, el personatge d'Stuart a Roman Scandals  –  va néixer el juny de 1935.
En aquell mateix any, Stuart va deixar Universal i es va unir a Twentieth Century-Fox. La primera pel·lícula que li va encomenar el cap de l'estudi Darryl F. Zanuck va ser a Professional Soldier, donant suport a l'estrella infantil Freddie Bartholomew i a Victor McLaglen (que, l'any anterior, havia guanyat un Oscar al millor actor pel seu paper a El delator). Frank S. Nugent va assenyalar: "Hi ha un romanç menor al llarg del camí entre Gloria Stuart, la noble institutria del rei, i Michael Whalen, l'assistent a temps parcial del soldat professional, però ningú s'ho hauria de prendre seriosament". El 1936, John Ford va escollir Stuart per coprotagonitzar amb Warner Baxter The Prisoner of Shark Island. Interpretant l'esposa del metge que va tractar l'assassí de Lincoln, Stuart es va sentir privilegiada de tornar a treballar amb Ford, tot i que Frank S. Nugent de The New York Times, va anomenar-la la seva actuació "útil". A Poor Little Rich Girl, se li va tornar a demanar que recolzés una estrella infantil, aquesta vegada Shirley Temple. Frank S. Nugent: "Enumerant els papers de suport [de Temple] precipitadament, llavors, abans d'oblidar-los del tot, podríem esmentar a la senyoreta Faye [i] a Gloria Stuart... com si se'ls va permetre una o dues escenes mentre la senyoreta Temple estava fora arreglant-se el vestit".

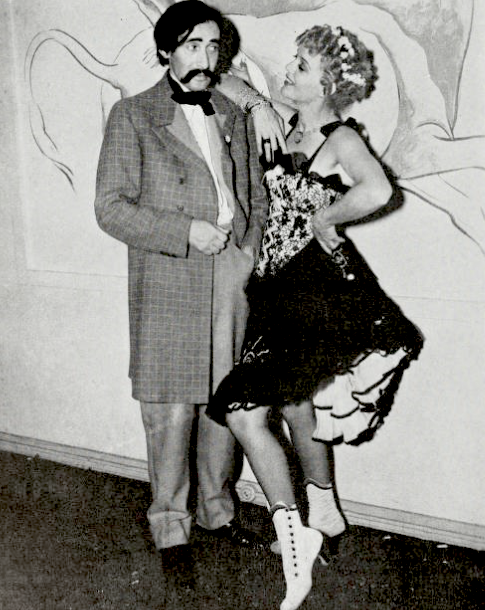
Stuart amb el seu segon marit, Arthur Sheekman, 1937

Durant la resta de 1936 i fins al 1937, Zanuck va col·locar a Stuart a pel·lícules com The Girl on the Front Page —Nota de Frank S. Nugent: "Anomena-la mediocre i extengui les seves condolències pel repartiment..." Revisant Girl Overboard, Nugent comença, "'Girl Overboard' d'Universal... és res més que res, i un res de Classe B." Malgrat les càlides crítiques de les pel·lícules, Stuart havia acumulat un fidel seguiment de fans en aquest moment de la seva carrera, un dels quals tenia el retrat tatuat al pit. Stuart es va reunir amb el fan i es va fotografiar amb ell per a un perfil de la revista Life a la tardor de 1937.
Stuart va aparèixer més tard a The Lady Escapes, Life Begins in College i Change of Heart, que no van tenir espai a les pàgines de pel·lícules de The New York Times. El 1938, Zanuck va tornar a insistir amb Stuart com a suport per a Shirley Temple a Rebecca of Sunnybrook Farm (1938). En la seva ressenya de la pel·lícula, Variety va escriure: "Shirley Temple demostra que és una gran artista petita en aquesta. La resta és sintètica i decebedora... El títol més adequat seria Rebecca de Radio City". El 1938, per quarta vegada, Stuart va fer un paper secundari per a una estrella infantil: Jane Withers a Keep Smiling . Stuart, però no la seva actuació és esmentada a la revisió del New York Times.
A Time Out for Murder, la crítica de Stuart va dir que era "... una bonica cobradora de bitllets". Llavors, el 1939, l'últim any d'aquesta etapa en la carrera de Stuart, a The Three Mosketeers, va ser esmentada als crèdits després de Don Ameche, The Ritz Brothers i Binnie Barnes i, de nou, el treball de Stuart no va ser ressenyat. A Winner Take All, el crític del Times va escriure: "... l'única cosa que val la pena veure a la pel·lícula és Tony Martin intentant interpretar un lluitador de premis. Això és positivament matador". It Could Happen to You, "una quasi comèdia" protagonitzada per Stuart Erwin, va acabar els vuit anys. De nou, Stuart no s'esmenta.
El que sí que va donar espai a l'actriu a les pàgines de la pel·lícula el novembre anterior va ser la història: "Gloria Stuart deixa Fox... Gloria Stuart ha rescindit el seu contracte amb Fox..." De fet, Darryl Zanuck no va renovar el contracte de Stuart.

### 1940–1944: Sortida de Hollywood

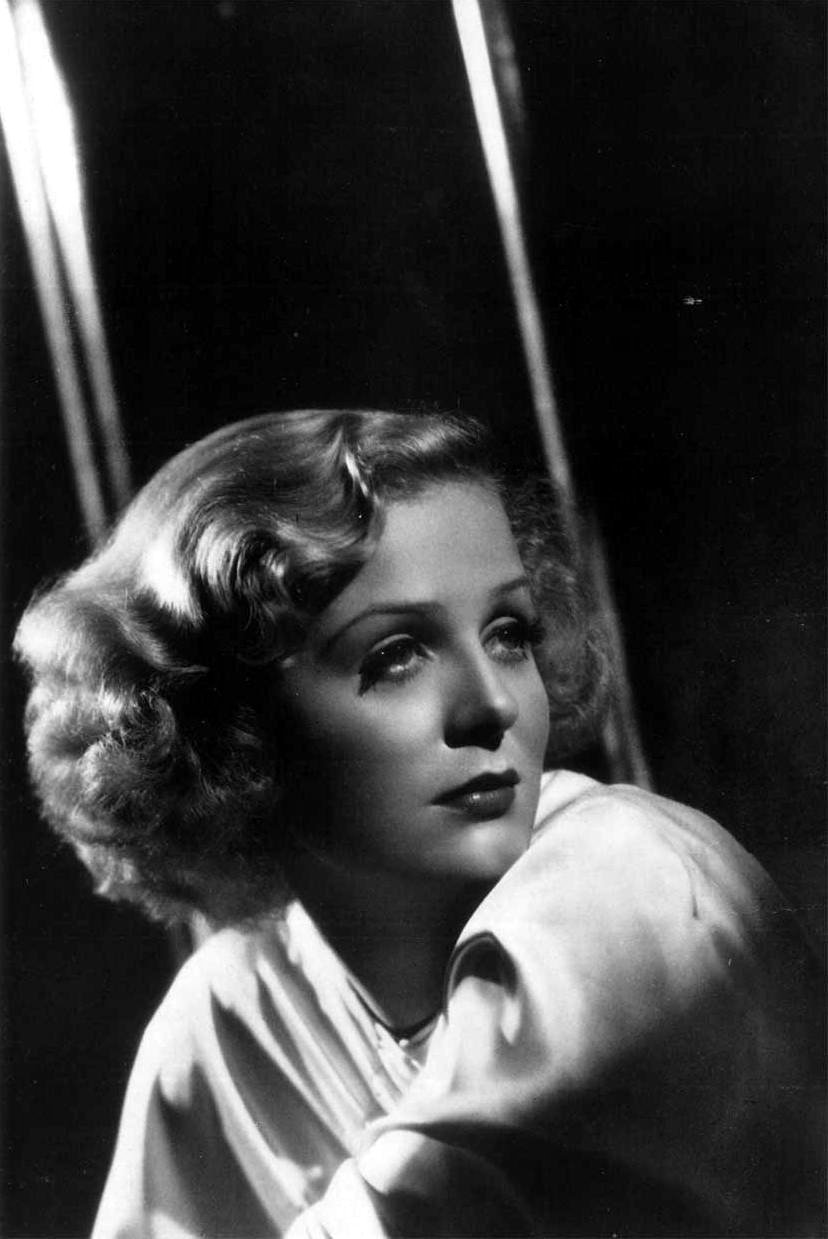
Publicitat encara de Stuart, c. 1937

A principis de 1939, Stuart i el seu marit llavors Sheekman van passar quatre mesos viatjant per Àsia, Egipte i Itàlia, després van desembarcar a França just quan França i el Regne Unit van declarar la guerra a Alemanya. Van apel·lar al cònsol nord-americà, demanant quedar-se, Sheekman com a corresponsal de guerra, Stuart com a voluntària de l'hospital. El cònsol els va negar l'ajuda i els va dir que havien de tornar als Estats Units. Van agafar el SS President Adams, l'últim vaixell de passatgers nord-americà que va creuar l'Atlàntic, i van arribar a la ciutat de Nova York al setembre.
A Nova York, Stuart va intentar tornar a actuar en escena, amb l'esperança de protagonitzar a Broadway. "Volia ser actriu de teatre", va dir, "però vaig pensar que seria més fàcil arribar a Nova York i al teatre si tingués un nom que si només caminava pels carrers de la petita de Califòrnia. Quan vaig van tornar a Nova York amb una mica de nom, no volien actrius de cinema". Stuart, però, va ser benvinguda al teatre d'estiu de la costa est i va actuar en diverses produccions entre 1940 i 1942, com Man and Superman, The Animal Kingdom, The Night of January 16th, Accent on Youth, Mr. and Mrs. North, Arms and the Man, i Sailor Beware! L'agost de 1940, va protagonitzar Emily Webb, al costat de Thornton Wilder —sota la pròpia direcció de Wilder— a la seva obra Our Town que es va posar en escena a la Universitat de Massachusetts Amherst.
Per ajudar amb l'esforç de guerra dels anys quaranta, Stuart va prendre classes de cant i ball; després l'USO la va fer equip amb l'actriu Hillary Brooke. Les dues actrius rosses van recórrer el país, van visitar hospitals, van ballar amb militars a les cantines, van vendre bons de guerra. Stuart "volia terriblement oferir-se com a voluntària per al servei a l'estranger amb l'USO, però l'Arthur no en volia sentir parlar".
El 16 de setembre de 1942, Stuart va donar veu a un dels papers principals, (Claire Winton), a l'episodi del drama telefònica de la sèrie Suspense, 'The Kettler Method'.
Stuart va demanar als seus antics agents que li trovessin feina. La seva primera pel·lícula en quatre anys, Here Comes Elmer (1943), va ser una comèdia amb música protagonitzada per la dona de Roy Rogers, Dale Evans. A The Whistler (1944), un dels primers crèdits de direcció de l'especialista en terror, William Castle, Stuart va protagonitzar amb Richard Dix. A la seva següent pel·lícula, Enemy of Women (1944), un drama de temàtica bèl·lica, Stuart va ser setena als crèdits. Dos anys més tard, Stuart va fer un paper més: portava una perruca de pèl-roja a She Wrote the Book, una comèdia protagonitzada per Joan Davis i Jack Oakie.

### 1945–1974: carrera artística
Després d'abandonar la seva carrera d'actriu el 1945, Stuart va anar a Nova York amb el seu marit Sheekman; la Paramount el va enviar a veure la nova obra Dream Girl, desitjant que l'adaptés per a la pantalla. Un amic va portar a Stuart a l'estudi d'un artista de decoupage. Atreta per aquesta forma d'art, Stuart va pensar que podria substituir l'actuació a la seva vida. Amb l'encoratjament de Sheekman, va obrir una botiga a la fila de decoradors de Los Angeles, la va anomenar Décor, Ltd. Stuart va crear làmpades, miralls, taules, cofres i altres objectes artístics únics. Durant els quatre anys següents, la seva obra va cridar l'atenció i les seves peces van ser portades per Lord &amp; Taylor a Nova York, Neiman Marcus a Dallas, Bullock's a Pasadena i Gump's a San Francisco. Però amb el temps, la mà d'obra implicada en "el tall fi fi, l'aplicació de setze capes de laca" a cada peça i altres costos van resultar prohibitius, i Stuart va tancar la seva botiga.
Després de viure deu anys en espais de lloguer, Stuart i Sheekman van comprar una antiga casa d'estil artesà, on va redissenyar l'interior, supervisar la remodelació, dissenyar tots els mobles i fer-se'ls a mida. Al jardí, va planificar el paisatgisme, va incloure un hivernacle per a orquídies i una casa de llistons per empeltar arbres fruiters, va passar hores de genolls cultivant i plantant. En paraules de Stuart, "em vaig convertir en un dervix giratori de la renovació creativa".

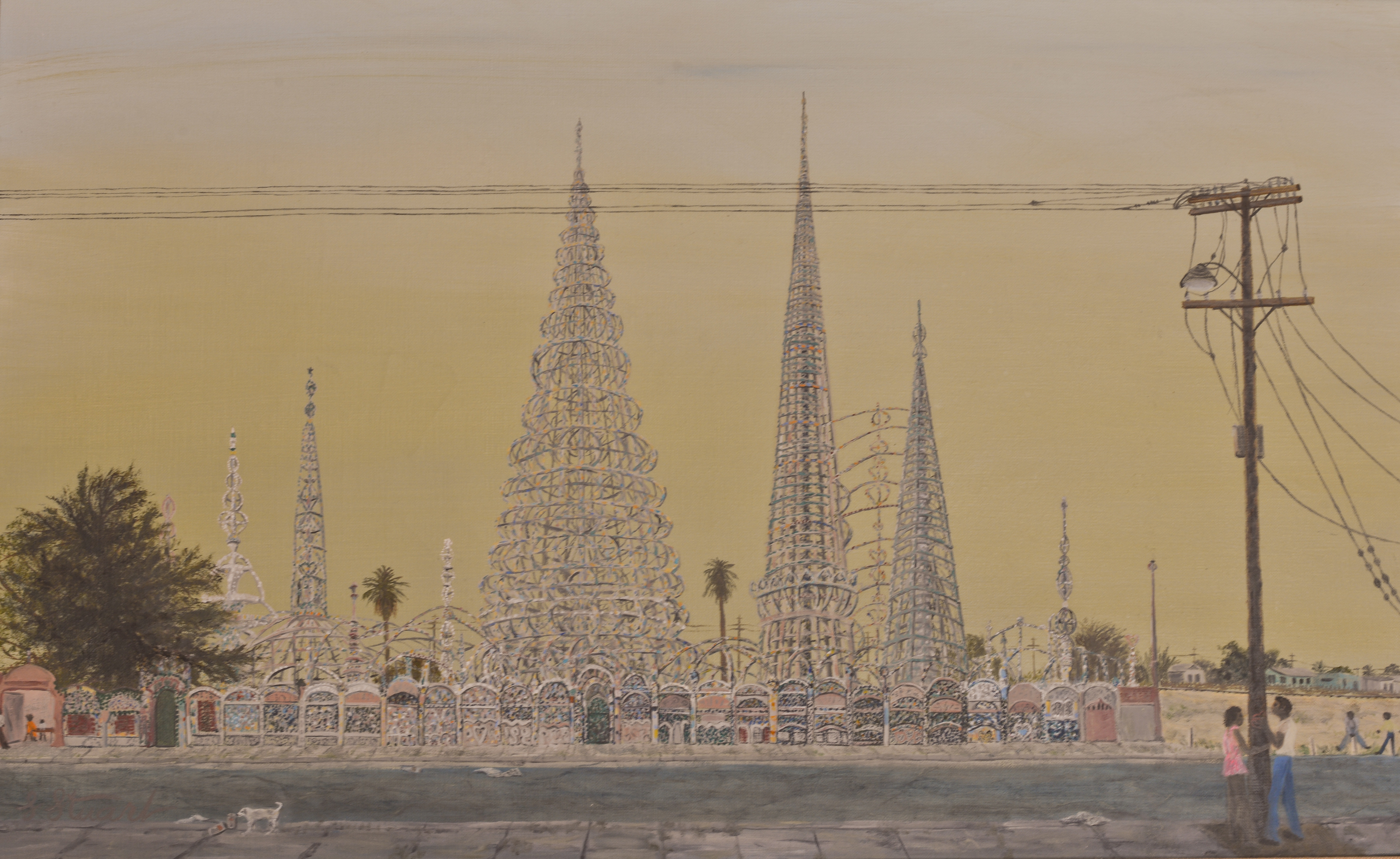
Una de les impressions de Stuart Watts Towers (1972)

A principis de 1954, de visita a París, Stuart va veure per primera vegada les pintures impressionistes al museu Jeu de Paume. Com quan va veure el decoupage per primera vegada, Stuart també va voler fer-ho. Els Sheekman anaven de camí cap a Itàlia. En aquell moment, els artistes estatunidens que vivien a l'estranger durant almenys divuit mesos no pagaven impostos sobre els ingressos obtinguts durant la residència. Sheekman va tenir molt d'èxit. En els vuit anys des que va tornar de Nova York, havia participat en catorze pel·lícules, principalment escrivint els guions. Volia provar una altra jugada. Durant els següents divuit mesos, Stuart va pintar i Sheekman va treballar en la seva obra.
La comèdia de Sheekman sobre un còmic trist, The Joker, va tenir Tommy Noonan com a protagonista i va ser reservada al Playhouse Theatre de Nova York per estrenar-se el 5 d'abril de 1957. L'1 d'abril, es va anunciar que l'obra acabava una gira prèvia a Broadway de tres setmanes i mitja a Washington, DC, i es "retirava per a reparacions", però mai es van fer reparacions. Després, després de set anys treballant al seu cavallet cada dia, Stuart estava disposat a mostrar les seves pintures. El setembre de 1961, Victor Hammer va oferir a Stuart una primera exposició individual a les seves Hammer Galleries de Nova York. Gairebé la totalitat dels seus quaranta teles venudes. En els anys següents, Stuart va exposar les seves pintures d'estil primitiu en nombroses exposicions, com ara la Bianchini Gallery de Nova York, les Simon Patrich Galleries i The Egg and the Eye de Los Angeles, la Galerie du Jonelle de Palm Springs i la Staircase Gallery a Beverly Hills. Les pintures de Stuart es troben en nombroses col·leccions privades i les col·leccions permanents del Museu d'Art del Comtat de Los Angeles, el Museu J. Paul Getty, el Metropolitan Museum of Art, el Victoria and Albert Museum, el Museu de Nou Mèxic (Santa Fe), el Museu del Desert de Palm Springs i el Museu Belhaven (Jackson, Mississipí).
Stuart havia estat pintant durant gairebé trenta anys quan, com ella va escriure, "... els reptes per a mi de pintar de forma primitiva s'havien vist una mica prims, i m'havia fascinat la complexa forma d'art de la serigrafia." Stuart va estudiar amb la serígrafa Evelyn Johnson, després va crear serigrafies vívides que també es troben en col·leccions privades.

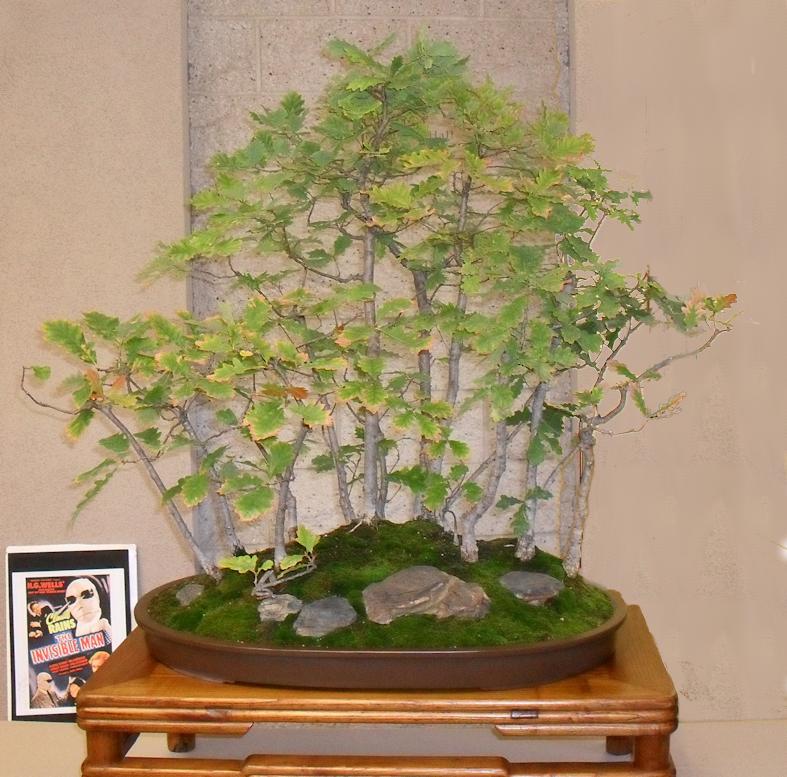
Un bonsai anomenat "Bosc de roure negre francès" va ser creat per Stuart l'any 1982 després de tornar de França on va recollir les glans al bosc reial de Fontainebleau.

A finals de la dècada de 1960, Stuart va adoptar una altra forma d'art, l'art del bonsai. Va prendre classes de Frank Nagata, col·lega de John Naka, un mestre de bonsais a Los Angeles, es va unir al club de bonsai de Nagata, Baiko-En, i es va convertir en un dels primers membres anglosaxons de la California Bonsai Society. Finalment, la col·lecció de Stuart va comptar amb més de cent arbres en miniatura.

### 1975–1995: Retorn a la interpretació; disseny de llibres
El 1975, després de gairebé trenta anys fora del negoci, Stuart va decidir tornar a actuar. Va aconseguir un agent i immediatament va ser seleccionada per a un petit paper com a clienta en una botiga a la pel·lícula de televisió ABC The Legend of Lizzie Borden protagonitzada per Elizabeth Montgomery. A partir d'aquí, a través del seu agent, Stuart va poder ser escollida en petits papers, sobretot a la televisió, incloent aparicions com a convidada en sèries com The Waltons i S'ha escrit un crim. La seva amiga, la directora Nancy Malone, li va donar un paper protagonista a Merlene of the Movies, una pel·lícula peculiar per a televisió, i altres amics li van donar papers als seus programes. El 1982 va arribar El meu any preferit. Tot i que l'escena d'Stuart va durar uns moments i ella no tenia línies de diàleg, va ballar amb Peter O'Toole. Ella va escriure: "Va ser un gran privilegi treballar amb ell". Després d'això, Stuart va estar al drama de Jack Lemmon Mass Appeal i a la comèdia Wildcats de Goldie Hawn, i després més papers petits. També es va utilitzar una foto publicitària d'època seva per a la pel·lícula de 'Peg', la germana del majordom Alfred Pennyworth, a la pel·lícula Batman i Robin de 1997.
El marit d'Stuart, Arthur Sheekman, va morir el gener de 1978. Cinc anys més tard, Ward Ritchie, un amic íntim del primer marit de Stuart, Gordon Newell, va enviar a Stuart un dels seus llibres. Ritchie s'havia convertit en un famós impressor, dissenyador de llibres i historiador de la impressió. Amb la seva premsa comercial Ward Ritchie Press i la premsa privada Laguna Verde Imprenta, Ritchie va produir llibres distingits sobre les arts, la poesia, la cuina i l'oest americà. Stuart el va convidar a sopar i es van enamorar. Ritchie tenia setanta-vuit i Stuart setanta-dos. Quan Stuart va seguir per primera vegada a Ritchie al seu estudi i el va veure treure una pàgina impresa de la seva premsa de mà de ferro anglesa Albion de 1839, ella també va voler fer-ho. Després d'estudiar composició al Women's Workshop de Los Angeles, Stuart va comprar la seva pròpia premsa de mà, una Vandercook SP15 i va establir la seva pròpia premsa privada, Imprenta Glorias. El 1984, a Stuart se li va diagnosticar càncer de mama, però va tractar la malaltia amb èxit amb una tumorectomia seguida de radiació.
A finals de la dècada de 1980, Stuart va començar a experimentar amb la creació de llibres d'artista. Va dissenyar-ne diversos, va escriure el text (sovint poesia), va establir el tipus de lletra, seleccionant acuradament l'estil que coincidís amb el tema, va imprimir les pàgines, després va decorar les pàgines amb aquarel·les, serigrafia, decoupage o les tres. Va crear grans llibres d'artista i llibres en miniatura. Diversos dels seus llibres van trigar anys a completar-se. Un d'ells, acabat l'any 1996 amb l'artista Don Bachardy, és propietat del Metropolitan Museum of Art.
A través de Ritchie, Stuart va ser presentada a prestigiosos bibliotecaris i bibliòfils des de San Francisco fins a París. Els llibres de la Imprenta Glorias es poden trobar a la Bibliothèque nationale de France, la Biblioteca Huntington, el Museu J. Paul Getty, la Biblioteca del Congrés, la Biblioteca Pública de Los Angeles, el Museu Metropolitan d'Art, la Biblioteca i Museu Morgan, la biblioteca pública de Nova York, l'Occidental College Library, la biblioteca de la Universitat de Princeton, la UCLA Clark Library, el Victoria and Albert Museum, així com col·leccions privades. Stuart i Ritchie van estar junts durant tretze anys fins que ell va morir de càncer de pàncrees el 1996.

### 1996–1998:Titanic; ressorgiment de la carrera
El maig de 1996, Stuart va rebre un missatge sobre un paper en una pel·lícula: "Una veu femenina va dir que estava trucant des de Lightstorm Entertainment... sobre una pel·lícula que es rodaria al lloc, potser Polònia... sobre el Titanic, dirigida per James Cameron..." L'endemà a la tarda, el director de càsting de Cameron, Mali Finn, va anar a casa de Stuart "...amb la seva ajudant, Emily Schweber, que duia una càmera de vídeo... Mali i jo vam parlar mentre l'Emily ens filmava." L'endemà al matí, Finn va portar a James Cameron i la seva càmera de vídeo. Stuart va escriure: "No estava gens nerviosa. Sabia que llegiria Old Rose amb la simpatia i la tendresa que Cameron havia volgut..." Cinc dies després del vuitanta-sisè aniversari d'Stuart, Finn va tornar a trucar i li va preguntar: "Gloria, com t'agradaria ser Old Rose?"
La major part del rodatge de Stuart es va completar a Halifax, Nova Escòcia, durant unes tres setmanes a principis d'estiu de 1996. Stuart també va filmar i gravar diversos documentals, va fer més bucles i doblatge per a Cameron i va rebre ofertes per a pel·lícules addicionals. Stuart va escriure: "El 7 d'abril de 1997, el bombardeig publicitari del Titanic va començar... Des d'aquest moment, el diluvi de publicitat mai es va aturar." El 17 de desembre de 1997, Stuart va ser nominada al Globus d'Or a la millor actriu secundària per la seva actuació a la pel·lícula. També va ser nominada a un Oscar a la millor actriu secundària. Va ser una de les poques estrelles de l'Edat d'Or que va assistir a la cerimònia, amb els contemporanis Fay Wray, Bob Hope i Milton Berle. El 2024, segueix sent la nominada més antiga de la categoria. Stuart més tard va parodiar el seu paper en un vídeo musical per a la cançó de la banda Hanson "River" al costat de "Weird Al" Yankovic, que també va dirigir el vídeo.
El 8 de març de 1998, el Sindicat d'Actors de Cinema va atorgar a Stuart el seu Premi Fundadors, i també va guanyar el premi a la millor interpretació d'una actriu en un paper secundari, empatant amb Kim Basinger (LA Confidential). Pels dos premis, Stuart va rebre una gran ovació dels seus companys.
El maig següent, la revista People va incloure Stuart a la seva llista de "Les 50 persones més belles del món el 1998". També al maig, Stuart va ser convidada d'honor a la Great Steamboat Race entre la Belle de Louisville i la Delta Queen i després va ser Gran Mariscal de la Pegasus Parade del Festival Kentucky Derby de 1998.
A continuació, Stuart va signar un contracte amb Little, Brown and Company per escriure la seva autobiografia, I Just Kept Hoping. Stuart va debutar a The Hollywood Bowl el 19 de juliol de 1998, llegint el poema Standing Stone, l'oratori per a orquestra i cor de Paul McCartney.

### 1999–2010: darrers anys i reconeixements

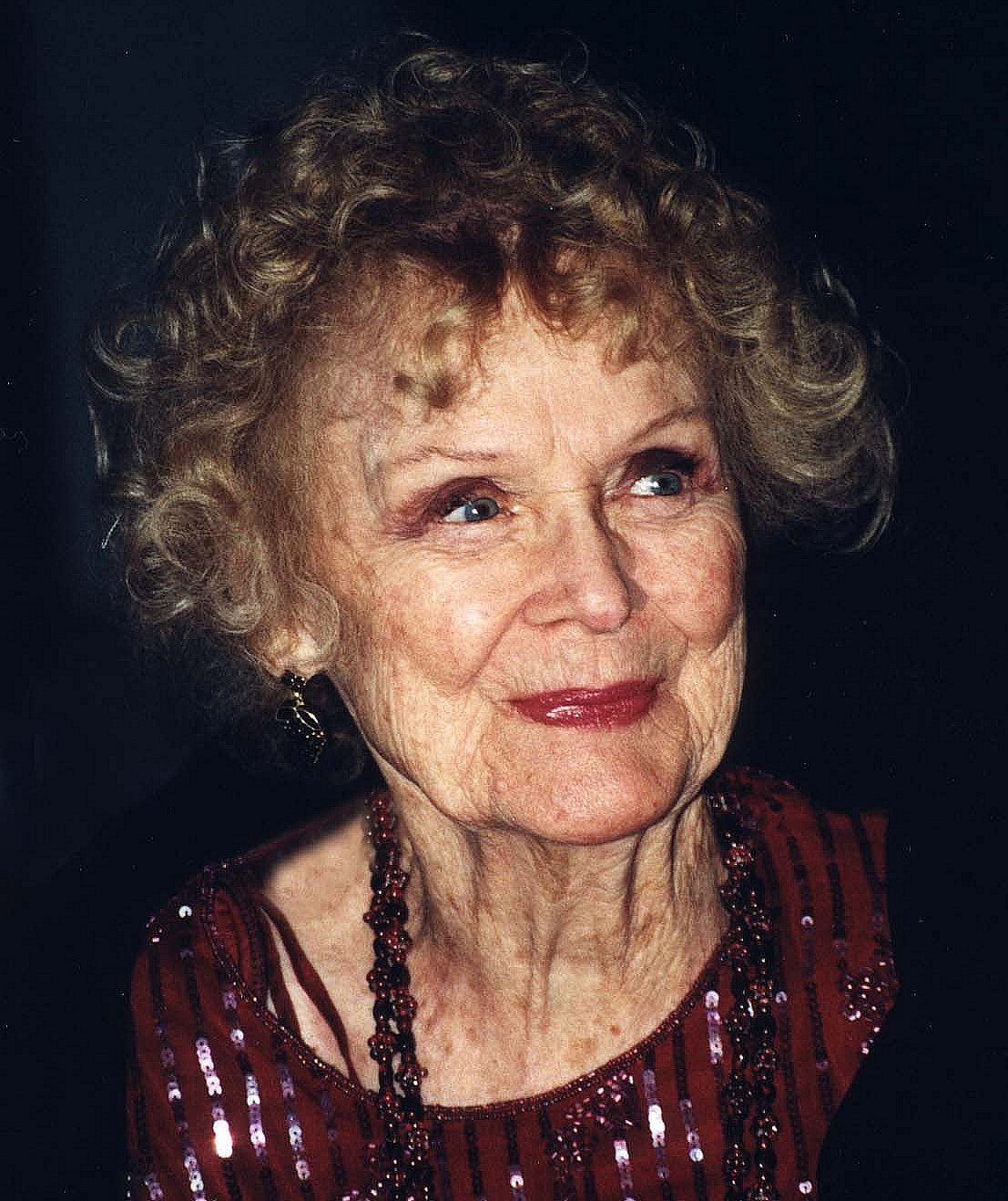
Stuart l'any 2000

La productora i estrella Kate Capshaw va demanar a Stuart que s'unís al seu repartiment de The Love Letter (1999), que va filmar a Rockport, Massachusetts. L'octubre de 1999, Santa Mònica, natal d'Stuart, va emetre uns elogis signats per l'alcalde reconeixent a Gloria Stuart "... per les moltes contribucions a tot el món i el seu missatge inspirador per mantenir sempre l'esperança. Data el 16 d'octubre de 1999. Pam O'Connor. alcaldesa". El setembre de 2000, Stuart va donar a conèixer la seva estrella al Passeig de la Fama de Hollywood, davant del cafè Pig 'n Whistle que havia obert les seves portes el 1927 quan Stuart encara era a l'institut. També va fer aparicions com a convidada en diverses sèries de televisió, inclosa la sèrie de ciència-ficció de 2000 The Invisible Man; Touched by an Angel i Hospital General. Tot i que va tornar a ser reduïda a papers menors, les dues últimes pel·lícules de Stuart van ser per al director Wim Wenders. El 1999, va treballar a The Million Dollar Hotel al centre de Los Angeles. El 2004, va aparèixer a Land of Plenty, de Wenders, la seva darrera pel·lícula.
El 2006, Stuart va donar el seu equip de serigrafia al Mills College, on es va fer una exposició del seu treball. El 19 de juny de 2010, malgrat la seva malaltia, Stuart va aparèixer en persona per ser homenatjada pel Sindicat d'Actors pels seus anys de servei. En un dinar, la seva companya a Titanic Frances Fisher li va lliurar el premi Ralph Morgan. James Cameron i Shirley MacLaine es trobaven entre els assistents al dinar. El 22 de juliol de 2010, l'Acadèmia de les Arts i les Ciències Cinematogràfiques va homenatjar la carrera de Stuart amb un programa que va incloure clips de pel·lícules i converses entre Stuart i l'historiador del cinema Leonard Maltin, el retratista Don Bachardy i David S. Zeidberg, el director d'Avery de la Biblioteca de Huntington. Un miler de persones van omplir el Samuel Goldwyn Theatre.
Des del moment en què Stuart va ser anunciada com part del repartiment de Titanic, va aparèixer davant la càmera per a entrevistes sobre temes tan diversos com Groucho Marx, Shirley Temple, James Whale, pel·lícules de terror i els amics Christopher Isherwood i Don Bachardy.
A Stuart se li va diagnosticar càncer de pulmó als 94 anys, moltes dècades després d'haver deixat de fumar. Fins aquell moment, havia gaudit d'una salut notablement bona per a la seva avançada edat, a part de prendre injeccions de cortisona per al dolor de genoll. Es va sotmetre a un tractament de radiació, però amb el temps el càncer va tornar i es va sotmetre a un curs de radiació més curt. La malignitat va continuar estenent-se, però lentament a causa de la seva edat. Va morir sis anys després del seu diagnòstic inicial i va arribar al seu centenari.
Stuart va celebrar el seu 100è aniversari el 4 de juliol de 2010, presentada per James Cameron i Suzy Amis, així com familiars i amics a l'ACE Gallery de Beverly Hills. Allà Stuart va veure moltes de les seves pintures i serigrafies, llibres d'artista, mostres del seu decoupage i arbres de la seva col·lecció de bonsai exposats a la galeria.

## Interès culinari

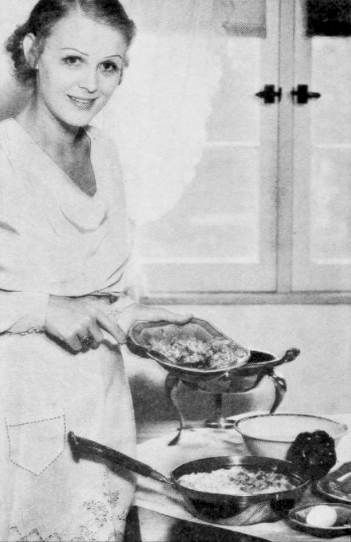
Stuart mostrada cuinant a Photoplay, gener de 1933

Stuart era un xef aficionat hàbil i organitzava sopars freqüents a Hollywood. Era molt amiga de l'escriptora de menjar nord-americana M.F.K. Fisher, que va ser padrina de la filla d'Stuart Sylvia Vaughn Thompson. Thompson va escriure més tard sobre l'estil de cuina d'Stuart: "La meva mare mai ha fet només carn rostida en la seva vida. No li interessaria. El seu estil es basa en les complexitats de la composició. Limita amb el barroc. Tothom l'adora."
Després de tastar l'oca d'Stuart a Kirschwasser aspic, l'escriptor Samuel Hoffenstein va compondre un poema, que va dir còmicament que s'inspirava en "escoltar les ales de tots els poetes clavar-se a la cuina de Gloria".
La mare d'Stuart, Alice, també era una àvida cuinera, produint especialitats de la Vall de San Joaquín, on la família de la mare d'Stuart va viure durant generacions.

## Activisme i política
Stuart va ser un demòcrata de tota la vida. Va ser membre cofundadora de la Hollywood Anti-Nazi League, que es va formar el 1936. El 1938, com a membre del Comitè Democràtic de Hollywood, Stuart va formar part de la junta executiva del Comitè Demòcrata de l'Estat de Califòrnia. També era activista ecologista. "Pertanyo a totes les organitzacions que tinguin a veure amb salvar el medi ambient", va dir Stuart. "Estic farta de gent forestal venal i avara, gent minera, gent del petroli, gent del gas. Crec que l'abús del medi ambient és pecaminós".

## Mort i llegat
Stuart va morir per insuficiència respiratòria a la seva casa de Los Angeles el 26 de setembre de 2010, als 100 anys. El seu cos va ser incinerat. En el moment de la seva mort, tenia quatre néts i dotze besnéts.
La besnéta de Stuart, Deborah B. Thompson, va produir un llibre electrònic, Butterfly Summers: A Memoir of Gloria Stuart's Apprentice.
Per les seves contribucions a la indústria cinematogràfica, Stuart té una estrella al Passeig de la Fama de Hollywood situat al bloc 6700 de Hollywood Boulevard.

## Filmografia

### Cinema
- Note: Algunes fonts inclouen Back Street (1932) en la filmografia de Stuart en una actuació no acreditada; com que Stuart no esmenta la pel·lícula al seu llibre, i com que no apareix llistada a Back Street, aquesta pel·lícula no s'inclou a continuació.

| Any  | Títol                                       | Paper                    | Notes        | Ref.    |
| ---- | ------------------------------------------- | ------------------------ | ------------ | ------- |
| 1932 | Street of Women                             | Doris "Dodo" Baldwin     |              |         |
| 1932 | The All American                            | Ellen Steffens           |              | [ 142 ] |
| 1932 | The Old Dark House                          | Margaret Waverton        |              | [ 142 ] |
| 1932 | Air Mail                                    | Ruth Barnes              |              | [ 142 ] |
| 1933 | Laughter in Hell                            | Lorraine                 |              | [ 142 ] |
| 1933 | Sweepings                                   | Phoebe                   |              | [ 142 ] |
| 1933 | Private Jones                               | Mary Gregg               |              | [ 142 ] |
| 1933 | The Kiss Before the Mirror                  | Lucy Bernsdorf           |              | [ 142 ] |
| 1933 | The Girl in 419                             | Mary Dolan               |              | [ 142 ] |
| 1933 | It's Great to Be Alive                      | Dorothy Wilton           |              | [ 142 ] |
| 1933 | The Secret of the Blue Room                 | Irene von Helldorf       |              | [ 142 ] |
| 1933 | The Invisible Man                           | Flora Cranley            |              | [ 142 ] |
| 1933 | Roman Scandals                              | Princess Sylvia          |              | [ 142 ] |
| 1934 | Beloved                                     | Lucy Tarrant Hausmann    |              | [ 142 ] |
| 1934 | I Like It That Way                          | Anne Rogers/Dolly Lavern |              | [ 142 ] |
| 1934 | I'll Tell the World                         | Jane Hamilton            |              | [ 142 ] |
| 1934 | The Love Captive                            | Alice Trask              |              | [ 142 ] |
| 1934 | Here Comes the Navy                         | Dorothy                  |              | [ 142 ] |
| 1934 | Gift of Gab                                 | Barbara Kelton           |              | [ 142 ] |
| 1935 | Maybe It's Love                             | Bobby Halevy             |              | [ 142 ] |
| 1935 | Gold Diggers of 1935                        | Ann Prentiss             |              | [ 142 ] |
| 1935 | Laddie                                      | Pamela Pryor             |              | [ 142 ] |
| 1935 | Professional Soldier                        | Countess Sonia           |              | [ 142 ] |
| 1936 | The Prisoner of Shark Island                | Mrs. Peggy Mudd          |              | [ 142 ] |
| 1936 | The Crime of Dr. Forbes                     | Ellen Godfrey            |              | [ 142 ] |
| 1936 | Poor Little Rich Girl                       | Margaret Allen           |              | [ 142 ] |
| 1936 | 36 Hours to Kill                            | Anne Marvis              |              | [ 142 ] |
| 1936 | The Girl on the Front Page                  | Joan Langford            |              | [ 142 ] |
| 1936 | Wanted! Jane Turner                         | Doris Martin             |              | [ 142 ] |
| 1937 | Girl Overboard                              | Mary Chesbrooke          |              | [ 142 ] |
| 1937 | The Lady Escapes                            | Linda Ryan               |              | [ 142 ] |
| 1937 | Life Begins in College                      | Janet O'Hara             |              | [ 142 ] |
| 1938 | Change of Heart                             | Carol Murdock            |              | [ 142 ] |
| 1938 | Rebecca of Sunnybrook Farm                  | Gwen Warren              |              | [ 142 ] |
| 1938 | Island in the Sky                           | Julie Hayes              |              | [ 142 ] |
| 1938 | Keep Smiling                                | Carol Walters            |              | [ 142 ] |
| 1938 | Time Out for Murder                         | Margie Ross              |              | [ 142 ] |
| 1938 | The Lady Objects                            | Ann Adams Hayward        |              | [ 142 ] |
| 1939 | The Three Musketeers                        | Queen Anne               |              | [ 142 ] |
| 1939 | Winner Take All                             | Julie Harrison           |              | [ 142 ] |
| 1939 | It Could Happen to You                      | Doris Winslow            |              | [ 142 ] |
| 1943 | Here Comes Elmer                            | Glenda Forbes            |              | [ 142 ] |
| 1944 | The Whistler                                | Alice Walker             |              | [ 142 ] |
| 1944 | Enemy of Women                              | Bertha                   |              | [ 142 ] |
| 1946 | She Wrote the Book                          | Phyllis Fowler           |              | [ 142 ] |
| 1975 | The Legend of Lizzie Borden                 | Store customer           | Telefilm     | [ 143 ] |
| 1975 | Adventures of the Queen                     | Female passenger         | Telefilm     | [ 143 ] |
| 1976 | Flood!                                      | Mrs. Parker              | Telefilm     | [ 144 ] |
| 1977 | In the Glitter Palace                       | Mrs. Bowman              | Telefilm     | [ 81 ]  |
| 1979 | The Incredible Journey of Doctor Meg Laurel | Rose Hooper              | Telefilm     | [ 81 ]  |
| 1979 | The Best Place to Be                        |                          | Telefilm     | [ 81 ]  |
| 1979 | The Two Worlds of Jennie Logan              | Roberta                  | Telefilm     | [ 81 ]  |
| 1980 | Fun and Games                               | Terri                    | Telefilm     | [ 81 ]  |
| 1981 | The Violation of Sarah McDavid              | Mrs. Fowler              | Telefilm     | [ 81 ]  |
| 1981 | Merlene of the Movies                       | Evangeline Eaton         | Telefilm     | [ 81 ]  |
| 1982 | El meu any preferit                         | Mrs. Horn                |              | [ 142 ] |
| 1984 | Mass Appeal                                 | Mrs. Curry               |              | [ 145 ] |
| 1985 | There Were Times, Dear                      |                          | Telefilm     | [ 81 ]  |
| 1986 | Wildcats                                    | Mrs. Connoly             |              | [ 142 ] |
| 1988 | Shootdown                                   | Gertrude                 | Telefilm     | [ 81 ]  |
| 1989 | She Knows Too Much                          | Kiki Watwood             | Telefilm     | [ 81 ]  |
| 1997 | Titanic                                     | Rose Dawson Calvert      |              | [ 142 ] |
| 1999 | The Love Letter                             | Eleanor                  |              | [ 146 ] |
| 1999 | The Titanic Chronicles                      | Helen Bishop             | paper de veu | [ 147 ] |
| 2000 | The Million Dollar Hotel                    | Jessica                  |              | [ 148 ] |
| 2000 | My Mother, the Spy                          | Grandma                  | Telefilm     | [ 81 ]  |
| 2001 | S'ha escrit un crim: The Last Free Man      | Eliza Hoops              | Telefilm     | [ 149 ] |
| 2004 | Land of Plenty                              | Old lady                 |              | [ 130 ] |

### Sèries de televisió
| Any       | Títol               | Paper           | Notes                            | Ref.    |
| --------- | ------------------- | --------------- | -------------------------------- | ------- |
| 1975      | The Waltons         | Venedora        | 1 episodi                        | [ 81 ]  |
| 1980      | Enos                | Lilly           | 1 episodi                        | [ 81 ]  |
| 1983      | Manimal             | Bag Lady        | 1 episodi                        | [ 81 ]  |
| 1987      | S'ha escrit un crim | Edna Jarvis     | Episodi: "The Days Dwindle Down" | [ 81 ]  |
| 2001      | The Invisible Man   | Madeline Fawkes | 1 episodi                        | [ 149 ] |
| 2001      | Touched by an Angel | Grams           | 1 episodi                        | [ 149 ] |
| 2002–2003 | General Hospital    | Catherine       | 2 episodis                       | [ 149 ] |
| 2003      | Miracles            | Rosanna Wye     | 1 episodi                        | [ 149 ] |